# Paweł Rowiński
Paweł Mariusz Rowiński (ur. 26 lutego 1965 w Warszawie) – polski hydrolog, hydrodynamik, geofizyk, profesor zwyczajny Instytutu Geofizyki PAN, członek rzeczywisty Polskiej Akademii Nauk, wiceprezes Polskiej Akademii Nauk (2015–2018 oraz 2019–2022), dyrektor Instytutu Geofizyki PAN w latach 2008–2015 oraz od 2023.
Specjalizuje się w hydrodynamice środowiskowej, fizyce rzek, modelowaniu matematycznym oraz badaniach eksperymentalnych procesów hydrologicznych oraz hydrofizycznych. Główne osiągnięcia naukowe prof. Rowińskiego związane są z analizą mechanizmów turbulentnego transportu masy i energii w płynącej wodzie, szereg prac poświęcił również metodom statystycznym w hydrologii, inteligentnej analizie danych, konsekwencjom zmian klimatycznych.

## Wykształcenie i działalność zawodowa
W 1988 r. ukończył studia matematyczne na Wydziale Matematyki, Informatyki i Mechaniki Uniwersytetu Warszawskiego. W 1995 r. uzyskał stopień doktora na podstawie dysertacji pt. Transport cząstek stałych w turbulentnym przepływie wody, której promotorem był prof. Włodzimierz Czernuszenko. Stopień doktora habilitowanego uzyskał w 2003 r. za pracę pt. Burzliwy transport masy w jednokierunkowych przepływach rzecznych na obszarach nizinnych. Zarówno rozprawa doktorska, jak i habilitacyjna, zostały wyróżnione nagrodą Prezesa Rady Ministrów. W 2009 r. otrzymał tytuł profesora nauk o Ziemi. W 2010 r. wybrany na członka korespondenta PAN, od 2022 r. jest członkiem rzeczywistym PAN.
W 1991 r. stypendysta Deutsche Forschungsgemeinschaft w Institut für Geographie und Geoökologie w Berlinie, Fundacji Stefana Batorego na Uniwersytecie Środkowoeuropejskim w Budapeszcie, a następnie na State University of New York w Stanach Zjednoczonych (1991–1992).  W 1993 r. otrzymał Stony Brook Foundation Individual Grant, w 1994 r. uzyskał stypendium Fundacji na Rzecz Nauki Polskiej. W 2000 r. odbył staż w National Center for Ecological Analysis and Synthesis, Santa Barbara w Stanach Zjednoczonych.
Pełnił wiele funkcji w strukturach Polskiej Akademii Nauk. W latach 2008–2015 oraz od 2023 r. dyrektor Instytutu Geofizyki PAN, a wcześniej (2005–2008) zastępca dyrektora ds. naukowych. Członek Rady Dyrektorów Jednostek Naukowych PAN (2011–2015). Był też współtwórcą i pierwszym przewodniczącym Centrum Badań Ziemi i Planet GeoPlanet PAN (2009–2015), skupiającego pięć instytutów PAN. W latach 2012–2015 pełnił funkcję Wiceprzewodniczącego Rady Kuratorów Wydziału III PAN Nauk Ścisłych i Nauk o Ziemi, od stycznia do maja 2015 r. sprawował funkcję Przewodniczącego Rady Kuratorów Wydziału III PAN. W 2015 r. wybrany na wiceprezesa Polskiej Akademii Nauk. W 2018 r. został wybrany wiceprezesem na drugą kadencję (2019–2022).
Zaangażowany w działania na rzecz rozwoju Polskiej Akademii Nauk, w tym o charakterze strategicznym. Przewodniczy zespołowi do spraw opracowania założeń do projektu oraz projektu nowelizacji ustawy o PAN a wcześniej również zespołowi ds. opracowania regulaminu wyboru członków PAN. Jest też przewodniczącym komisji stypendialnej PAN i zespołu doradczego Prezesa PAN do spraw podziału budżetu Akademii. Był inicjatorem utworzenia Biura Doskonałości Naukowej w Akademii, wspierającego polskie aplikacje w konkursach Europejskiej Rady ds. Badań Naukowych ERC, a obecnie jest koordynatorem (był również pomysłodawcą) programu stypendialnego PASIFIC (2019–2024), finansowanego ze środków Komisji Europejskiej w ramach Programu Marii Skłodowskiej-Curie COFUND (projekt o łącznym budżecie blisko 50 mln zł). Program ma celu promowanie nowatorskich pomysłów badawczych w jednostkach PAN. Wśród inicjatyw prof. Rowińskiego znalazło się także powołanie, a obecnie koordynowanie prac Zespołu doradczego Prezesa PAN ds. kryzysu klimatycznego, który regularnie przygotowuje i upowszechnia komunikaty dotyczące wielu aspektów wpływu zmian klimatu na życie społeczne i gospodarcze Polski.
Członek wielu rad naukowych instytutów naukowych: Instytutu Geofizyki PAN (od 2004), Instytutu Oceanologii PAN (2011–2014, 2015–2018), Centrum Astronomicznego im. Mikołaja Kopernika PAN (2015–2018), Instytutu Nauk Geologicznych PAN (2015–2018). Prof. Rowiński jest także aktywnie zaangażowany w prace kilku komitetów PAN: Rady Upowszechniania Nauki PAN (2008), Komitetu Badań nad Zagrożeniami Związanymi z Wodą PAN (2011–2014), Komitetu Gospodarki Wodnej PAN (2011–2014, od 2020), Komitetu Geofizyki PAN (od 2007). Był również członkiem rad naukowych w Państwowym Instytucie Geologicznym - Państwowym Instytucie Badawczym (2008–2015) i w Instytucie Geografii Fizycznej Uniwersytetu Warszawskiego (2005–2008, 2012–2016). W latach 2014–2016 był członkiem zarządu Krajowego Naukowego Ośrodka Wiodącego Centrum Studiów Polarnych i członkiem Polar Task Force przy Ministerstwie Spraw Zagranicznych. Był przewodniczącym Zespołu Interdyscyplinarnego ds. Współpracy z Zagranicą w Ministerstwie Nauki i Szkolnictwa Wyższego (2011–2015).
Autor ponad stu siedemdziesięciu publikacji naukowych, współautor lub współwydawca piętnastu książek i pięciu wydań specjalnych międzynarodowych czasopism naukowych. Członek wielu polskich i zagranicznych komitetów i organizacji naukowych, w tym International Association for Hydro-Environment Engineering and Research (IAHR) – gdzie we wrześniu 2022 r. został wybrany Przewodniczącym Zarządu europejskiego oddziału; ALLEA, the European Federation of Academies of Sciences and Humanities – przez trzy kolejne kadencje członek zarządu (2018–2024); Polski Komitet Programu Hydrologicznego UNESCO – UNESCO IHP National Committee – kadencja 2019–2022; w 2021 r. został wybrany członkiem zarządu Science Advice for Policy by European Academies, SAPEA, zrzeszającej ponad sto europejskich akademii i towarzystw naukowych.
Jest twórcą i redaktorem naczelnym serii wydawniczej Springer: Geoplanet: Earth and Planetary Sciences, w ramach której wydano ponad 40 tytułów. Był i jest członkiem wielu rad redakcyjnych, m.in. SpringerBriefs in Earth Sciences, Water, Publications of the Institute of Geophysics Series, Hydrological Sciences Journal, aktualnie Archives of Hydro-Engineering and Environmental Mechanics, Ecohydrology & Hydrobiology; przewodniczy komisji etyki przy czasopiśmie Springer Acta Geophysica.
Miarą uznania i międzynarodowej pozycji prof. Rowińskiego w środowisku hydrologicznym było powierzenie mu przez International Association for Hydro-Environment Engineering and Research (IAHR) organizacji kongresu 6th IAHR Europe Congress „No frames, no borders” (500 uczestników z 52 państw), który odbył się w lutym 2021 r.
Organizator corocznych obchodów Światowego Dnia Wody, któremu od 2020 r. patronatu udziela UNESCO.
Był promotorem wielu prac dyplomowych, w tym pięciu prac doktorskich.
W 2023 r. został odznaczony Srebrnym Krzyżem Zasługi.W 2024 został wybrany na prezesa Europejskiej Federacji Akademii Nauk

## Ważniejsze dokonania naukowe
Profesor Paweł Rowiński cieszy się międzynarodowym uznaniem społeczności naukowej, szczególnie w zakresie dynamicznie rozwijającej się nowej specjalności – hydrodynamiki środowiska. Prowadzi badania teoretyczne, konstruuje modele matematyczne, prowadzi prace obliczeniowe jak i złożone badania eksperymentalne zarówno w laboratoriach jak i w warunkach naturalnych (w rzekach). W ostatnich latach jego badania koncentrują się szczególnie na kilku zagadnieniach:
- Pionierskie prace dotyczące struktury przepływu, w tym struktury turbulencji w rzekach o złożonej geometrii i w obecności roślinności – badania eksperymentalne w laboratoriach i rzekach; również prace o charakterze teoretycznym[18][19],
- Badania terenowe, tzw. badania znacznikowe oraz konstrukcja modeli matematycznych transportu ciepła, tlenu i zanieczyszczeń w rzekach, analizujące procesy mieszania zanieczyszczeń w rzekach i wpływu wymiany woda-powietrze - praktyczne narzędzia decyzyjne dla ochrony wód w przypadku awarii, dopływu substancji toksycznych i katastrof ekologicznych[20],
- W ramach badań metabolizmu rzecznego wykazanie m.in. cykliczności zmian natlenienia rzek w różnych skalach czasowych, w zależności od morfologii koryta, czynników hydrologicznych oraz meteorologicznych[21][22],
- Opracowanie nowatorskiej metody wyznaczania naprężeń dennych, generowanych przez opory przepływu; również transportu rumowiska rzecznego w warunkach ruchu nieustalonego[23][24],
- Rozwój zaawansowanych metod opartych na nowych procedurach optymalizacyjnych (black hole optimization approach; swarm intelligence…), algorytmach ewolucyjnych, sieciach neuronowych[25][26],
- Analiza niepewności modeli (i badań eksperymentalnych) procesów transportu w rzekach, w tym transportu ciepła[27]
- Rozwiązania praktyczne, inspirowane przyrodą (Nature Based Solutions)[28],
- Badania ruchu pojedynczych ziaren w przepływie turbulentnym, zapoczątkowane już w pracy doktorskiej - doskonalenie modeli lagranżowskich ruchu cząstek stałych w przepływach rzecznych przyniosły znaczne polepszenie możliwości opisu ruchu rumowiska[29].

## Działalność w zakresie upowszechniania nauki
Angażuje się w działania popularyzujące naukę, prowadzi wykłady, jest często obecny w mediach, odnosząc się do spraw dotyczących organizacji nauki, kryzysu klimatycznego i problemów wody. Powołany jako Honorowy Przewodniczący Komitetu Naukowego Pikniku Centrum Nauki Kopernik i Polskiego Radia 2022. Bierze udział w pracach jury Konkursu „Krok w przyszłość” na najlepszą pracę studencką z matematyki Fundacji mBank. Prowadził wykłady na dwóch kierunkach studiów: Studia MBA Zarządzanie Polityką Energetyczną i Klimatyczną oraz Studia Kompetencyjne Klimat i Środowisko w Studium Obywatelskim im. Pawła Adamowicza. W Ośrodku Studiów Wschodnich komentator raportu "Susza w Czechach. Konsekwencje polityczne, gospodarcze i społeczne" i wykład na temat suszy w Europie. Jest członkiem Rady Upowszechniania Nauki PAN (od 2011 r.). Był autorem szeregu wykładów plenarnych i wygłaszanych na zaproszenie różnych instytucji naukowych (np. wykłady podczas inauguracji roku akademickiego w SGGW (2020), na Wydziale Oceanografii i Geografii Uniwersytetu Gdańskiego (2018), podczas Climate Change, Health of the Planet and Future of Humanity (2018) - Casina Pio IV, Pontifical Academy of Sciences Vatican City, 5th Workshop on River and Sedimentation Hydrodynamics and Morphodynamics w Porto, podczas International Symposium on Ecohydrology for the Circular Economy and Nature-Based Solutions towards mitigation/adaptation to Climate Change, na University College London, Uniwersytecie w Padwie, Uniwersytecie Versailles Saint-Quentin-en-Yvelines i  innych. Często zabiera głos w sprawie przyszłości edukacji.

## Wybrane wystąpienia medialne
- Publikuje w popularyzującym naukę czasopiśmie Academia Polskiej Akademii Nauk[34][35],
- Audycje radiowe[36][37][38],
- Audycje telewizyjne[39],
- Udział w filmie dokumentalnym „Co z tą wodą” na TVP1[40],
- Obszerne wywiady prasowe, m.in.
  - „Przyroda jest skuteczniejsza", Dziennik Gazeta Prawna, 20.03.2021[41],
  - Wywiad w Gazecie Wyborczej, magazyn Wolna Sobota, 5.11.2021
  - "Od Bałtyku po Mazury. W jakiej wodzie będziemy się kąpać tego lata?", Gazeta Wyborcza 25.06.2021[42]
  - „Jeśli nic nie zrobimy, zrealizują się katastroficzne scenariusze”, Interia 12.08.2019[43]
  - "Polsce zagraża susza. Jak się chronić?" Polska Metropolia Warszawska, Polska The Times, 13.05.2022[44],

## Ważniejsze nagrody i wyróżnienia
Nagrodzony przez Prezesa Rady Ministrów zarówno za rozprawę doktorską jak i habilitacyjną. Był stypendystą Fundacji na Rzecz Nauki Polskiej i Fundacji Stefana Batorego. W 2015 r. od Ministra Spraw Zagranicznych otrzymał odznakę Bene Merito w uznaniu zasług w promowaniu i wzmacnianiu pozycji Polski na arenie międzynarodowej. W 2016 roku uzyskał nagrodę uniwersytetu Central European University – Alumni Impact Award (z Polski taką nagrodę uzyskał jeszcze jedynie rzecznik praw obywatelskich, prof. Adam Bodnar), w roku 2017 – Medal Wietnamskiej Akademii, a w roku 2019 – Medal SGGW.

## Życie prywatne
Jego żoną jest Agata Rowińska, mają córkę Paulinę.

## Wybrane publikacje
Artykuły
- Paweł M. Rowiński, Ian Guymer, Kamil Kwiatkowski, Response to the slug injection of a tracer—a large-scale experiment in a natural river / Réponse à l'injection impulsionnelle d'un traceur—expérience à grande échelle en rivière naturelle, „Hydrological Sciences Journal”, 53 (6), 2008, s. 1300–1309, DOI: 10.1623/hysj.53.6.1300 [dostęp 2023-10-10] (ang.).
- Paweł M. Rowiński, Adam Piotrowski, Estimation of parameters of the transient storage model by means of multi-layer perceptron neural networks / Estimation des paramètres du modèle de transport TSM au moyen de réseaux de neurones perceptrons multi-couches, „Hydrological Sciences Journal”, 53 (1), 2008, s. 165–178, DOI: 10.1623/hysj.53.1.165 [dostęp 2023-10-10] (ang.).
- Paweł M. Rowiński, Adam Piotrowski, Jarosław J. Napiórkowski, Are artificial neural network techniques relevant for the estimation of longitudinal dispersion coefficient in rivers? / Les techniques de réseaux de neurones artificiels sont-elles pertinentes pour estimer le coefficient de dispersion longitudinale en rivières?, „Hydrological Sciences Journal”, 50 (1), 2005, DOI: 10.1623/hysj.50.1.175.56339 [dostęp 2023-10-10] (ang.).
- Paweł M. Rowiński, Constituent transport, [w:] Encyclopaedia of Life Support Systems, t. Fresh Surface Waters Vol. II, Oxford, UK: Eolss Publishers Co., 2002 [dostęp 2023-10-10] (ang.). Brak numerów stron w książce

Książki
- Włodzimierz Czernuszenko, Paweł M. Rowiński (red.), Water Quality Hazards and Dispersion of Pollutants, Boston, MA: Springer US, 2005, DOI: 10.1007/b101189, ISBN 978-0-387-23321-5 (ang.). Brak numerów stron w książce